# Renault 4 E-Tech Electric
Pour les articles homonymes, voir Renault 4 et R4.
La Renault 4 E-Tech Electric, ou 4L électrique, est un crossover 100 % électrique du constructeur automobile français Renault produit à partir de 2025. Elle reprend le nom de la Renault 4 produite de 1961 à 1992, et est annoncée par la présentation du concept car Renault 4Ever Trophy en 2022.

## Présentation

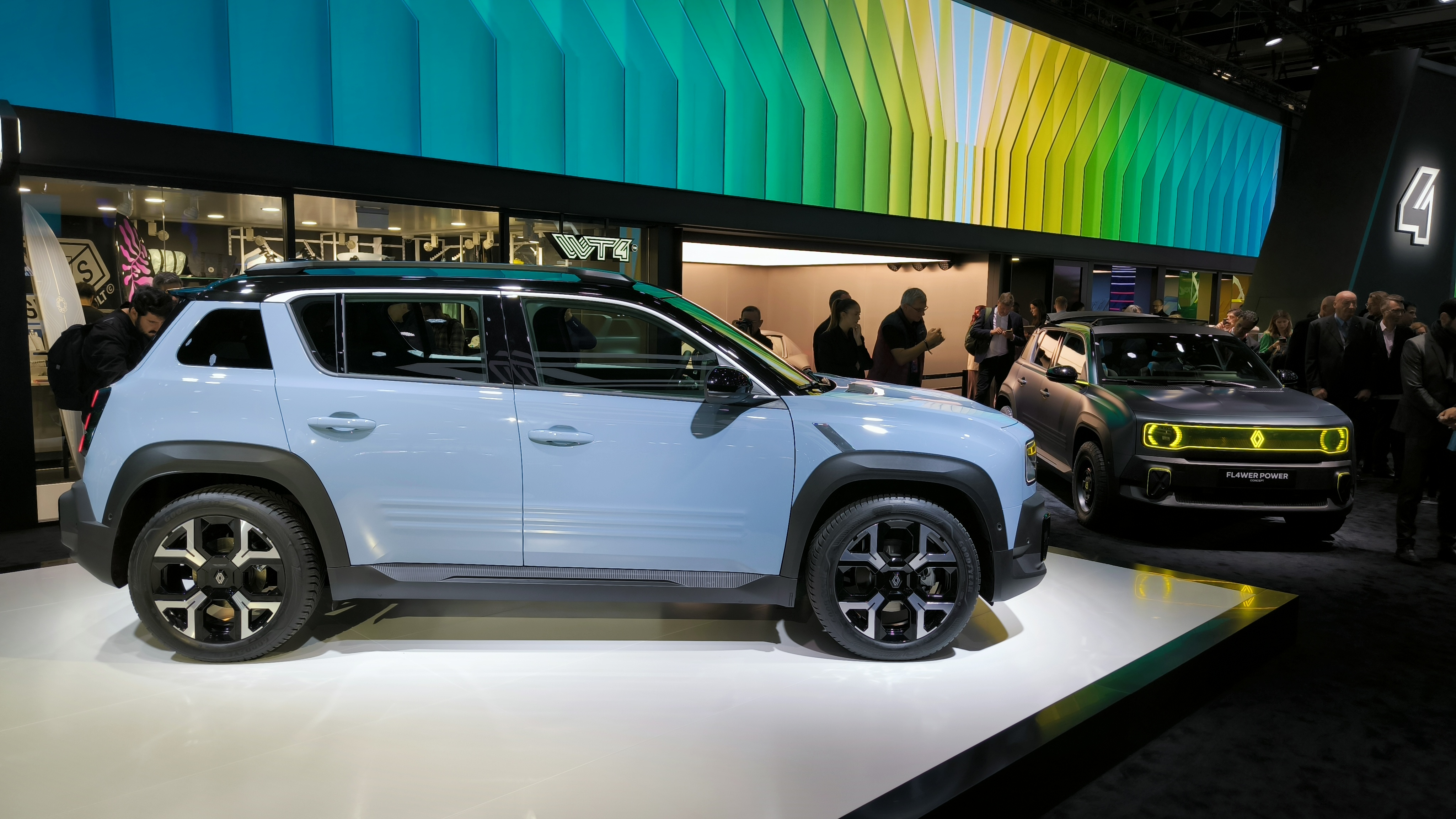
Calandre de la R4 éclairée.

La Renault 4 E-Tech Electric est présentée au Mondial de l'automobile de Paris 2024,.
Elle est la première Renault de l'histoire a recevoir de série un logo éclairé sur sa calandre.

## Caractéristiques techniques
La Renault 4 électrique repose sur la plateforme technique Renault CMF / AmpR. Elle est basée sur le châssis de la Renault 5 E-Tech Electric, allongé d'une vingtaine de centimètres, et dont elle reprend également la planche de bord et les combinaisons de moteurs et batteries.
La nouvelle R4 peut recevoir un grand toit ouvrant en toile comme la R4 originelle. Le crossover est conçue nativement pour fonctionner avec les technologies de charge bidirectionnelle dite V2L Vehicle-to-Load permettant de brancher des appareils électriques extérieurs, et V2G Vehicle-to-Grid pour transférer de l'électricité sur le réseau.

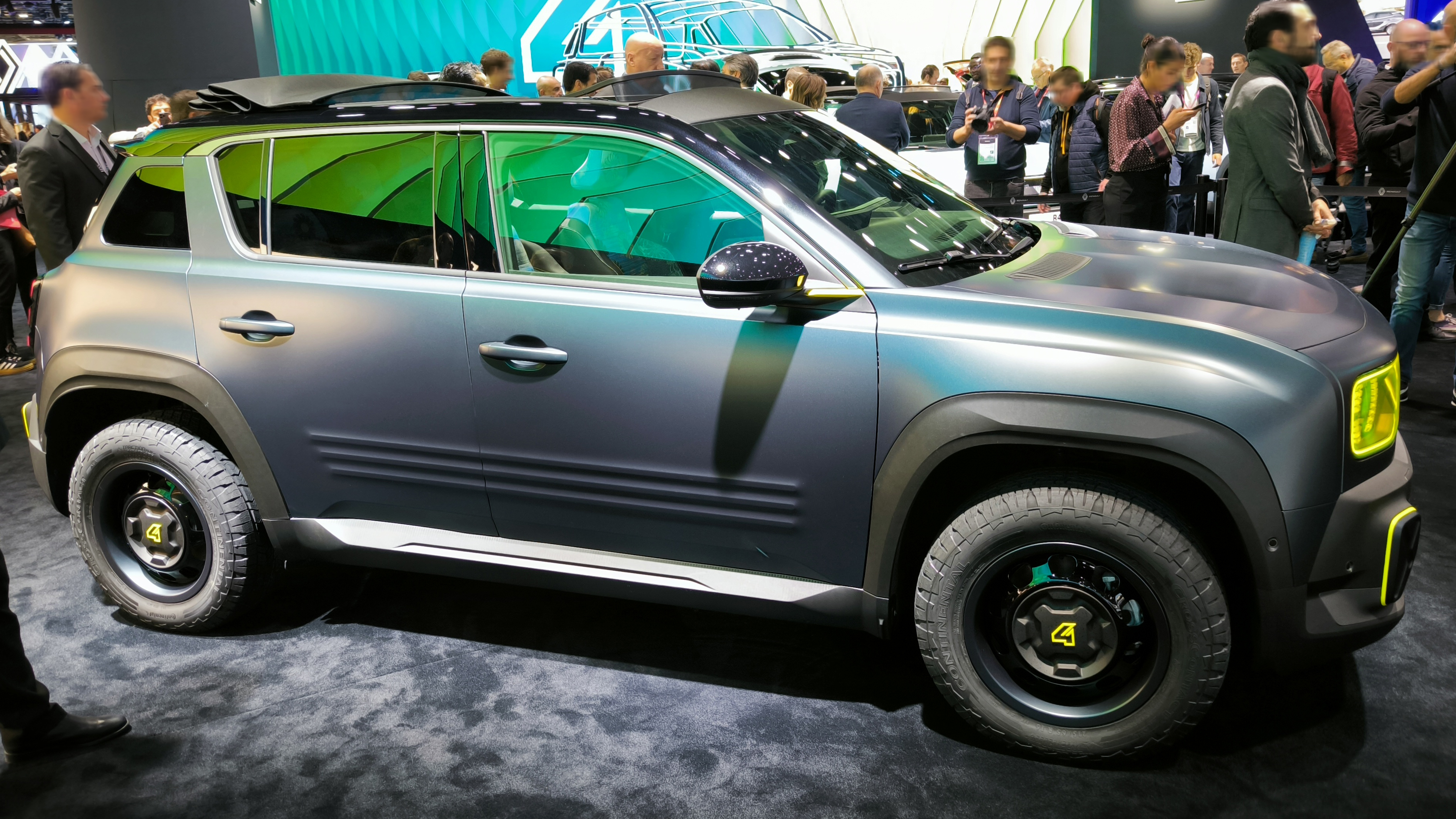
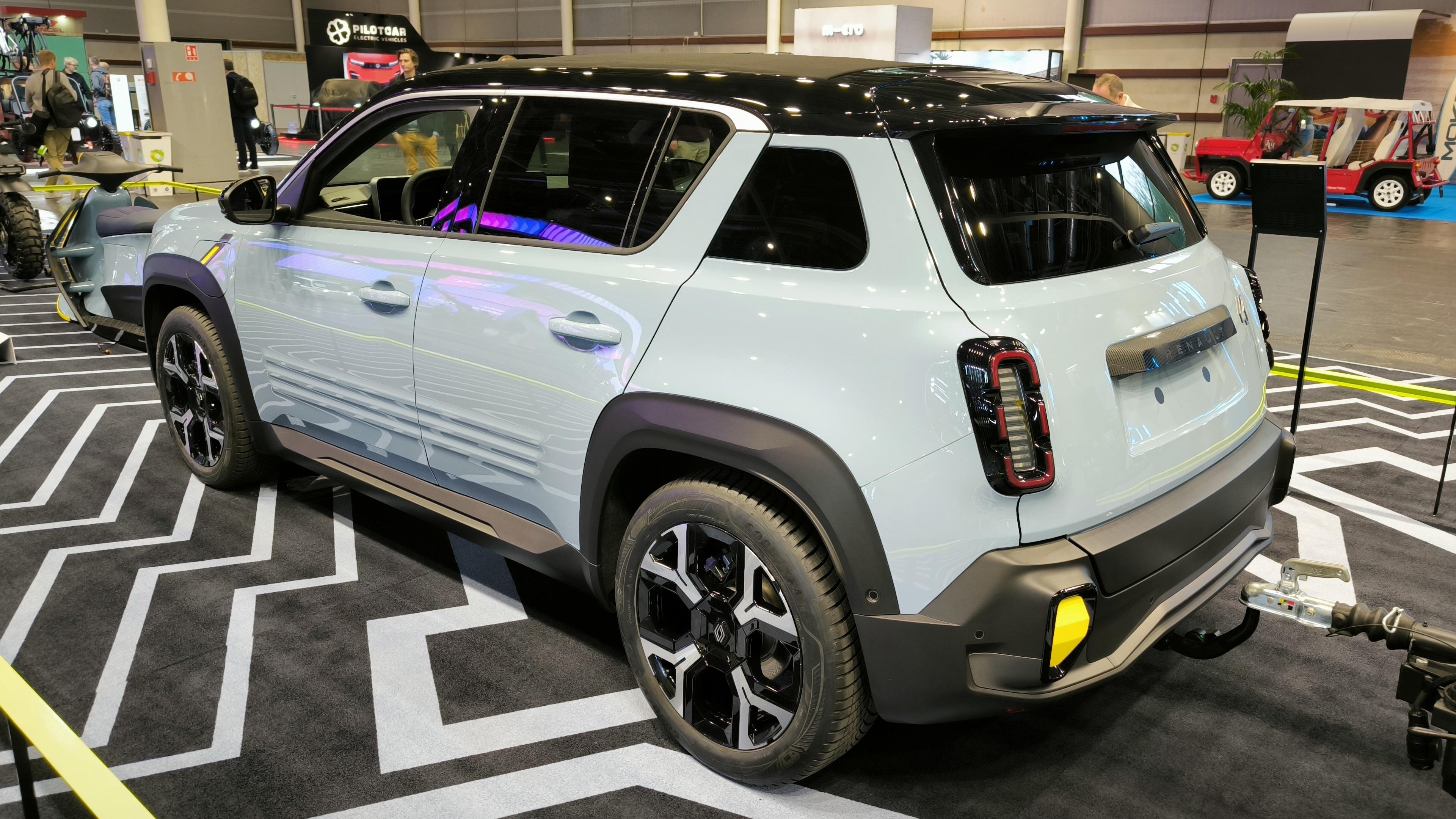
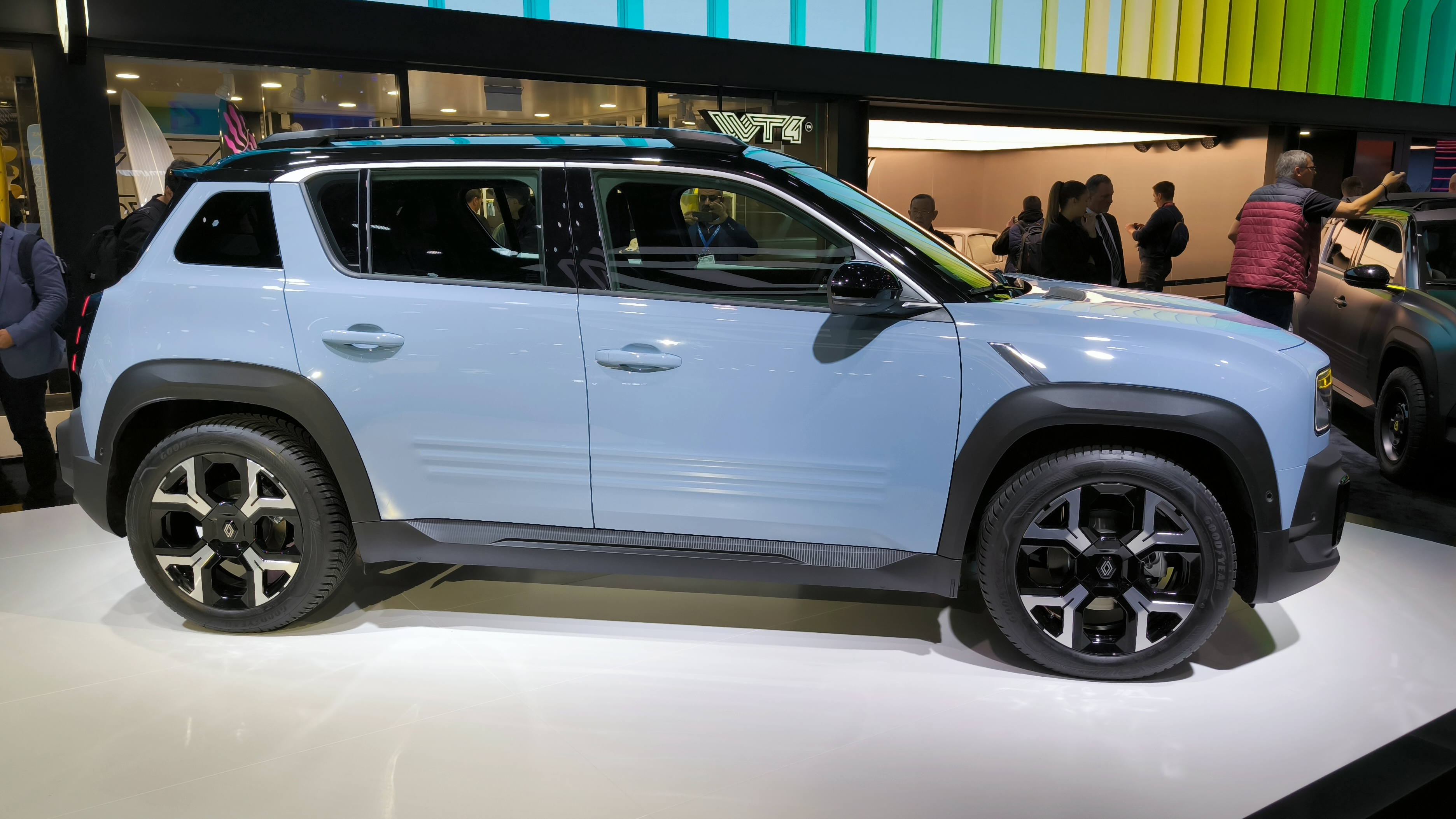

### Motorisations
| Logo de Renault                           | Renault 4 E-Tech Electric,       | Renault 4 E-Tech Electric,       |
| Logo de Renault                           | Autonomie Urbaine 120 ch         | Autonomie Confort 150 ch         |
| ----------------------------------------- | -------------------------------- | -------------------------------- |
| Type de moteur                            | Synchrone à aimants permanents   | Synchrone à aimants permanents   |
| Puissance moteur ch (kW)                  | 120 (90)                         | 150 (110)                        |
| au régime de (tr/min)                     |                                  |                                  |
| Couple maximal (N m)                      | 225                              | 245                              |
| au régime de (tr/min)                     |                                  |                                  |
| Transmission                              | Traction                         | Traction                         |
| Vitesse maximale (km/h)                   | 150                              | 150                              |
| 0-100 km/h (s)                            |                                  | 8,5                              |
| Masse à vide (kg)                         |                                  | 1 410                            |
| Batterie                                  |                                  |                                  |
| Type                                      | Li-NMC (nickel manganèse cobalt) | Li-NMC (nickel manganèse cobalt) |
| Capacité brute (kWh)                      | 42                               | 52                               |
| Capacité utile (kWh)                      |                                  |                                  |
| Autonomie (WLTP) (km)                     | 300                              | 400                              |
| Consommation en cycle mixte (kWh/100 km)  |                                  |                                  |
| Consommation en ville (kWh/100 km)        |                                  |                                  |
| Poids (kg)                                |                                  |                                  |
| Puissance maximale de charge              |                                  |                                  |
| En courant alternatif monophasé (AC) (kW) | 7,4                              | 7,4                              |
| En courant alternatif triphasé (AC) (kW)  | 11                               | 11                               |
| En courant continu (DC) (kW)              | 80                               | 100                              |
| Temps de recharge                         |                                  |                                  |
| Sur une prise Wallbox 3,7 kW (0 à 100 %)  |                                  |                                  |
| Sur une borne 11 kW (10 à 100 %)          |                                  |                                  |
| Sur une borne 100 kW (DC) (15 à 80 %)     | 30 min (80 kW max.)              | 30 min                           |
| Charge bidirectionnelle                   |                                  |                                  |
| V2L (kW)                                  | 3,7                              | 3,7                              |
| V2G (kW)                                  | 7,4                              | 7,4                              |

## Finitions

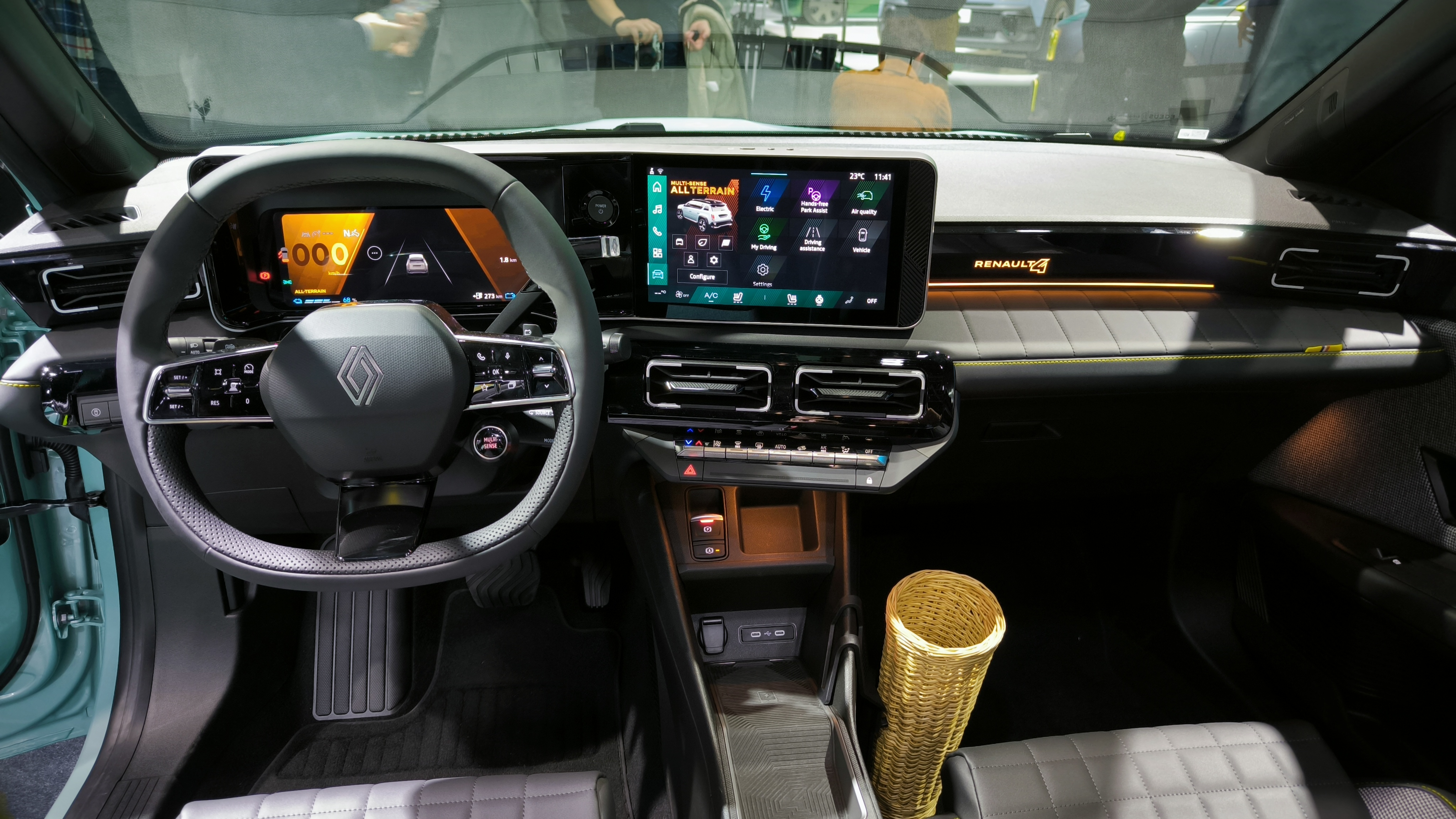
Vue intérieure.

- Évolution
- Techno
- Iconic

## Autres versions
Le 14 janvier 2021, lors de l'annonce du plan stratégique Renaulution par le nouveau directeur général du constructeur français Luca de Meo, celui-ci annonce la déclinaison Fourgonnette de la Renault 4 E-Tech, hommage à son aïeule la 4L Fourgonnette de 1972. Cette version sera toutefois abandonnée pour des raisons techniques.

## Concept car

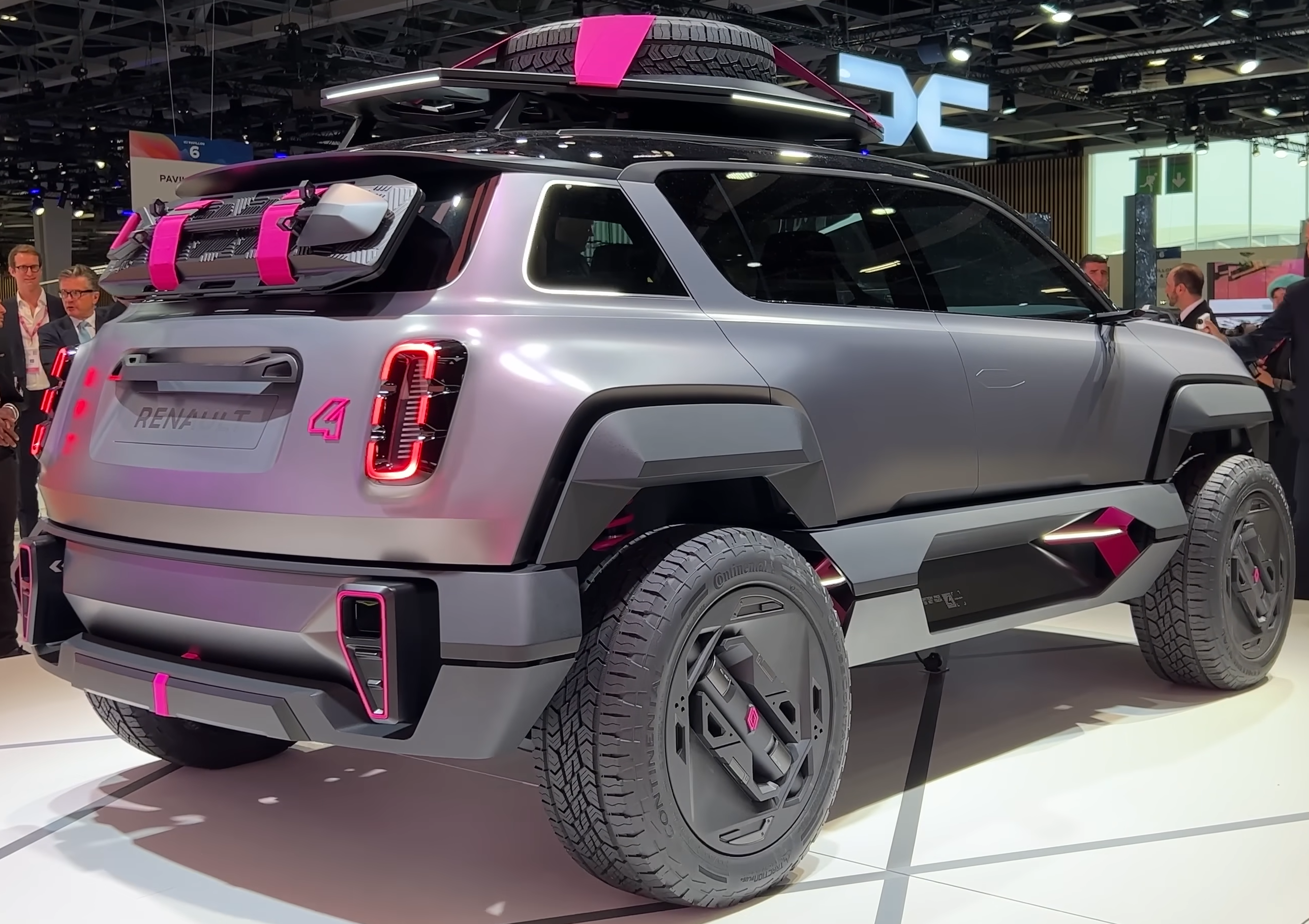
Renault 4Ever Trophy.

La Renault 4 E-Tech Electric est préfigurée par le concept car Renault 4Ever Trophy présenté au Mondial de l'automobile de Paris 2022 en octobre.
En amont, le constructeur a présenté deux concepts de 4L électrifiées en 2021, avec la Renault Air4 et la Suite N°4, annonçant ainsi la possibilité d'un retour de la 4L moderne en motorisation électrique.